# Amelia Lamarque
Amelia Lamarque (1 de mayo de 1888-19 de abril de 1968) fue una prestigiosa actriz nacional y cantante de tango y boleros argentina. Hermana de Libertad Lamarque.

## Biografía
Amelia nació fruto del matrimonio entre la española Josefa Bouza y Pedro Quintela. Al morir su padre muy joven, su madre emigró junto a sus cinco hermanos a Argentina donde conoció a  Gaudencio Lamarque, por lo que adoptó el apellido de este último de manera artística. Tuvo nueve hermanos en total: Eduviges, Gonzalo, Elena, Josefa "Pepita", Pedro, Aurora, Libertad —fallecida a los cuatro años de edad— y Lirio, —también fallecido a los pocos años de nacido, y Libertad Lamarque.
Fue una actriz muy destacada de le época dorada cinematográfica. En su larga carrera tanto en cine como en el teatro, compartió escena con los colosos del cine nacional como Raimundo Pastore, Angelina Pagano, Ángel Magaña, Agustín Irusta, Ilda Pavone, Margarita Padin, Hugo del Carril, Eva Franco, Niní Marshall, Mecha Ortiz, Amanda Ledesma, Julio Traversa,  Malisa Zini y Miguel Gómez Bao.
Al igual que otras cancionistas de aquel momento como Azucena Maizani, Mercedes Simone, Lely Morel, Ada Falcón y Tita Merello, Amelia, mostró su talento vocal en varios de sus films. A mediados de la década de 1950 se alejó definitivamente del mundo artístico.

### Filmografía
- 1938: Madreselva
- 1938: La que no perdonó
- 1939: Caminito de gloria
- 1939: La vida de Carlos Gardel
- 1939: Puerta cerrada
- 1940: Fragata Sarmiento
- 1943: Eclipse de sol
- 1949: Una noche en el Tabarín
- 1951: La orquídea[4]

## Vida privada
Era la media hermana mayor de la también actriz y cantante Libertad Lamarque.
Estuvo casada con el escritor y poeta argentino, Serviliano Molina, creador del poema gaucho  teatral Santos Vega. Juntos tuvieron una hija en 1928 llamada artísticamente Morenita Rey, que siguió una carrera como actriz y cantante de tango y bolero de sobrenombre en Venezuela. Rey, quien tuvo dos hijas, la escritora Amelia Arenas y otra apodada Pelusa, con el empresario colombiano Guillermo Arenas, falleció a causa de un accidente cerebrovascular en 1966 a los 38 años.